# Uppsala Akademiska Roddarsällskap

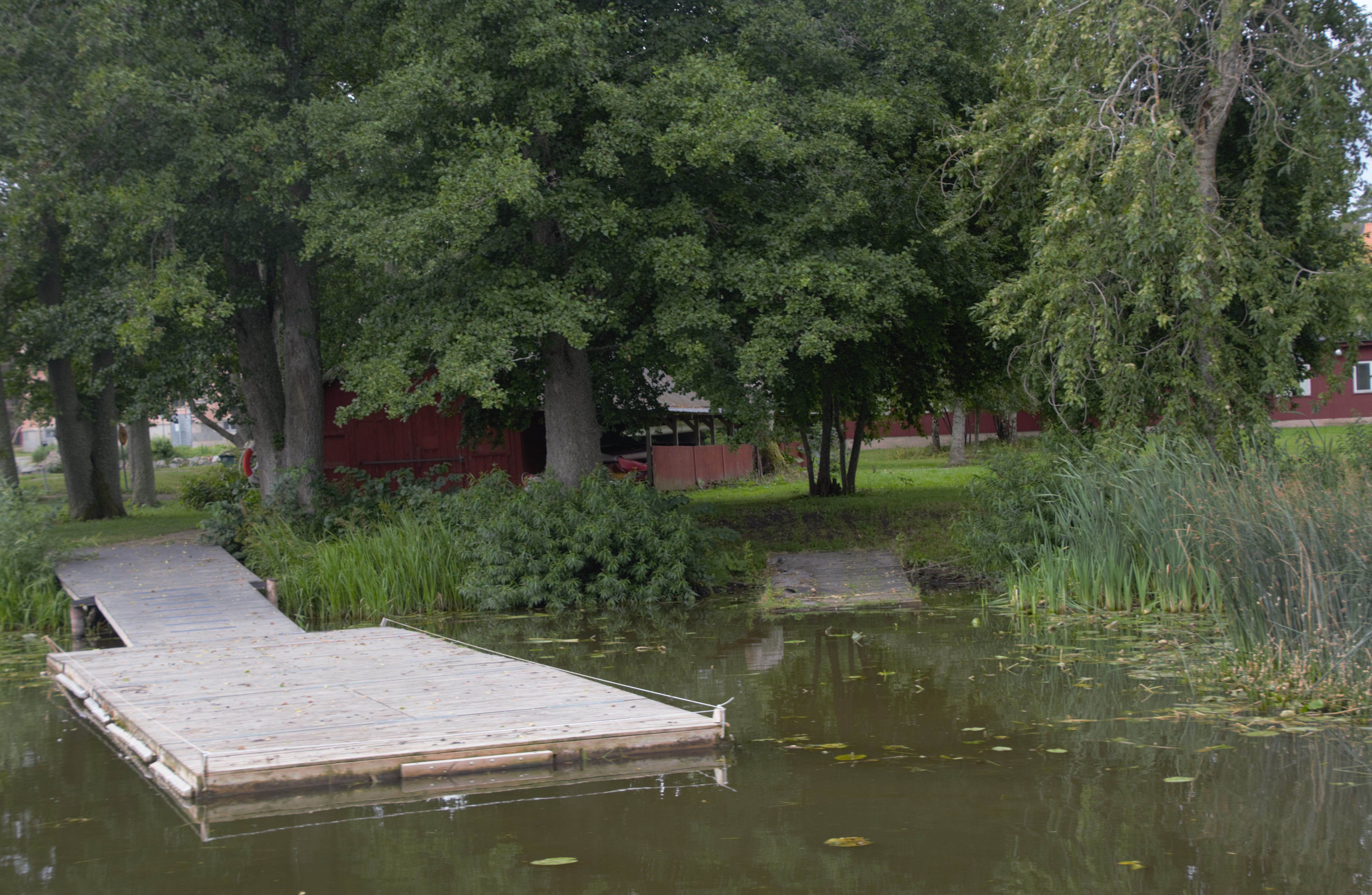
Uppsala Akademiska Roddarsällskaps brygga vid Fyrisån

Uppsala Akademiska Roddarsällskap (UARS) är en roddförening i Uppsala. Roddklubben är deltagare i den årliga Universitetskapprodden mellan Uppsala universitet och Lunds universitet, samt flera andra regattor. UARS är medlem i Svenska Roddförbundet.

## Historik
1800-talet
Uppsalas roddtraditioner sträcker sig tillbaka till slutet av 1800-talet. Rodden har alltid haft en given plats vid Ultuna och den tidigare Lantbrukshögskolan. Veterinärstudenterna var till exempel med och grundade Akademiska roddföreningen i Stockholm vid slutet av 1920-talet. Även studenterna inne i Uppsala var mycket aktiva när det gäller rodd. Några nationer hade egna båtklubbar och tävlade på Fyrisån, men klubbarna lades ner omkring sekelskiftet.
Under 1950- och 1960-talen blommade rodden åter upp i Uppsala.
1990-talet
Under 1992 kom två studenter från Lund på tanken att utmana Uppsala i sann studentidrottsanda, med kapprodden mellan Oxford och Cambridge som förebild. Uppsalastudenterna Kalle Lindholm och Johan Lidberg (VM-deltagare 1995) accepterade utmaningen, och i oktober hölls den första tävlingen mellan de två universiteten. Fyra roddare med styrman i var båt kämpade på Fyrisån och Lunds Universitets Roddklubb, LURK, gick segrande ur bataljen. Kort därefter bildades både UARS och LURK, och UARS utmanade LURK att nästkommande år återigen mötas på vattnet i denna regatta. 1993 åkte därför UARS till Malmö och därefter har Universitetskapprodden hållits jämna år i Uppsala och udda i Lunds regi. Då Lund inte har vattenområden lämpliga för kapprodd hålls tävlingen vid Malmö roddklubb.

## Universitetskapprodden
Universitetskapprodden är den regatta UARS huvudsakligen tränar inför årligen. Med The Boat Race mellan Oxford och Cambridge som förebild, ror UARS och LURK varje år. Året 2005 vann UARS med 3-1 i vunna race.

## Regattor och tävlingar
UARS anordnar förutom Universitetskapprodden även årligen återkommande tävlingar.
- Akademiska mästerskapet i rodd (Akarodden) är en nyare tävling som UARS arrangerar för Uppsalas studenter. De som ställer upp med ett lag i tävlingen kan vara nationer, studentföreningar, institutioner eller enskilda studenter.
- Gymnasiekapprodden (GKR) arrangerades med början 2003 för att öka intresset för rodden bland gymnasister samt erbjuda skolorna en tävling att möta varandra i.
- Högskolesprinten är avsedd för landets högskolor och arrangemanget roterar mellan högskolorna årligen. UARS har anordnat Högskolesprinten samt Nordisk Studentkapprodd (2003) vid några tillfällen.

Andra återkommande regattor UARS tävlar i är bland annat Rådasiöregattan, Bajen Rowing Race, Farstaregattan, Sprint-SM, SM samt Leksandsrodden och Leksand Rowing Race i Leksand. Leksandsrodden är en av sju deltävlingar i Siljansrodden, som ros i kyrkbåt. Leksand Rowing race är en 8 km lång tävling på Dalälven i valfri båtklass. Detta är den sista tävlingen innan säsongsavslutningen. UARS har också varit representerade internationellt på Head of the River (London), Womens Head of the River (London), Head of the Charles (Boston), Silverskiff (Turin) samt Holland-Beker (Amsterdam).

## Medlemmar
UARS medlemmar är till största delen studenter från Uppsala universitet samt Sveriges lantbruksuniversitet. Klubben välkomnar dock även icke-studenter och flera av medlemmarna har tävlat nationellt eller på världsnivå. Många av medlemmarna har aldrig rott annat än möjligen en eka innan de kom till klubben, varmed kunskapsnivån sträcker sig från nybörjare till världsklass. Då rodd är en större sport utomlands drar klubben även till sig en andel utbytesstudenter. UARS är således en klubb som "gör roddare av studenter, och inte studenter av roddare".
Hedersmedlemmar
Genom åren har klubben utsett elva hedersmedlemmar:
- Kalle Lindholm och Johan Lidberg var med och grundade klubben, satte standarden för den goda stämning som är signifikativ för UARS och är de som har rott flest lopp i UARS båt mot LURK. (Årtal okänt)

- Martin Lövström var under många år klubbens självklare materialmästare och tillika duktig roddare, sponsorsökare och idékläckare. Han var med när klubben bildades och är numera vice ordförande i Falkenbergs RK, en av Sveriges tre bästa klubbar. (Invald som hedersmedlem 1997)

- Ove Wattle räknas som klubbens urfader. Han är den ende som varit med och rott i Ultunas roddklubb innan UARS ens var påtänkt. (Invald som hedersmedlem 1997)

- Lena Malm var ordförande 1996, och har förutom det varit aktiv skribent i tidningar (framförallt Svensk Rodd), sponsorjagare, inspiratör och inte minst duktig roddare. En liten anekdot är att hon satt med i båten första gången herrar A vann mot LURK i Malmö kanal, 1997. Hon gick då under namnet Leffe Malm. (Invald som hedersmedlem 1998)

- Tobias Lövström, som var ordförande för UARS två år i rad. Under sitt andra ordförandeår 2000 lyckades han bland annat med bedriften att bjuda in Oxford och Cambridge till Uppsala. Utnämningen skedde i samband med 10-årsfirandet av regattan och de bägge klubbarna LURK och UARS. (Invald som hedersmedlem 2002)

- Daniel Wolf-Watz, valdes till UARS sjunde hedersmedlem den 17 november 2005 för sitt glödande engagemang i klubben genom åren.

- Robert Beronius, blev vald till hedersmedlem hösten 2008 för sitt outtröttliga engagemang för roddsporten i allmänhet och UARS i synnerhet.

- Petter Ljungström, valdes till hedersmedlem vid valmötet 2009. Han har under årens lopp jobbat mycket för klubben och innehaft flera styrelseposter, däribland roddchef, biträdande roddchef och materialchef. Han har också visat stort engagemang i att särskilt hjälpa fram nya talanger inom klubben.

- Anna "Borren" Jentzen, invaldes som hedersmedlem hösten 2009. Hon har under många år jobbat intensivt för UARS och varit föreningens ordförande vid två tillfällen, kassör, roddchef och sekreterare. Hon har bidragit starkt till att damrodden inom UARS utvecklats mycket under senare delen av 2000-talet.
- Ida Andersson, valdes till hedersmedlem vid valmötet 2013 för ett mångårigt engagemang, med UARS i hjärta och själ, bl.a. projektet "tjejsatsningen" med ett enastående resultat i form av en ny damåtta samt minst 30 nya kvinnliga medlemmar.